# 松井正直
松井 正直（まつい まさなお、1917年12月9日 - 2012年3月12日）は日本の農芸化学者。東京大学名誉教授、理化学研究所名誉研究員。生理活性天然物の合成に関する研究領域の第一人者として活躍した。

## 来歴
長野県上田市生まれ。旧制上田中学（長野県上田高等学校）を経て、1938年旧制静岡高等学校理科卒業、1941年東京帝国大学農学部農芸化学科卒業。同年台湾製糖に入社し、理化学研究所に研究員として派遣され、1942年に理研研究員のまま理研栄養食品に移り、1945年住友化学に勤務しながら京都帝国大学に4年間派遣された。1953年東大助教授となり、1956年同教授。1967年から1978年まで理研主任研究員を兼ねる。1979年から4年間東京都立立川短期大学長。1985年日本学士院会員選出。香料・テルペンおよび精油化学に関する討論会の代表幹事も務めた。
天然殺虫剤ロテノンの化学合成に成功し、ピレトリン系殺虫剤の工業化に貢献する一方、植物ホルモン、ジベレリンの化学合成、昆虫ホルモン、フェロモン及び抗生物質、バリオチンの合成にも成功し、また、ビタミンAの工業的合成法を確立、天然香料として古来から広く用いられているラバンジュロール、ジャスモンなども合成した。

## 学術賞・栄典
- 1951年 日本農学会農芸化学賞
- 1958年 日本ビタミン学会内藤賞
- 1964年 日本化学会技術賞
- 1978年 日本農芸化学会鈴木賞
- 1979年 紫綬褒章
- 1981年 日本学士院賞（森謙治と共同受賞）
- 1988年 勲二等瑞宝章[2]
- 1989年 有機合成化学協会賞特別賞